# Ulrich Karnatz
Ulrich Karnatz   (Rostock, 2 de desembre de 1952) és un remer alemany, ja retirat, que va competir sota bandera de la República Democràtica Alemanya durant la dècada de 1970.
El 1976 va prendre part en els Jocs Olímpics d'Estiu de Mont-real, on guanyà la medalla d'or en la prova del vuit amb timoner del programa de rem. Quatre anys més tard, als Jocs de Moscou, revalidà la medalla d'or en la mateixa prova.
En el seu palmarès també destaquen quatre medalles d'or al Campionat del Món de rem, entre les edicions de 1975 i 1979, i quatre campionats nacionals, sempre en el vuit amb timoner,.